# アトラスタワー北千住
アトラスタワー北千住（アトラスタワーきたせんじゅ）は、東京都足立区にある超高層ビル。

## 概要
北千住駅西口地区市街地再開発の住宅棟として建設され、商業部分も含め「千住ミルディス2番館」という愛称が付けられている。2020年まで足立区内では1番高い超高層ビルであったが、区内でタワーマンションや超高層ビルの建設が相次ぎ、現在は10番目に高い超高層ビルとなっている。

## 沿革
- 1980年（昭和55年）12月 - 再開発準備組合発足。
- 1987年（昭和62年）1月 - 都市計画決定。
- 1999年（平成11年）3月 - 再開発組合設立認可。
- 2001年（平成13年）2月 - 権利変換計画認可[1]
- 2001年（平成13年）3月 - 工事着工
- 2004年（平成16年）2月 - 事業完了